# 원숭이와 여우
원숭이와 여우( The Ape and the Fox )는 이솝 우화의 하나로 페리 지수 81번에 해당한다. 지도자는 유혹을 이길 줄 아는 자질이 있어야 한다는 교훈을 전한다.

## 내용
어느 숲속의 짐승들이 자신의 왕을 선출하기 위해 모였다. 여기서 멋진 춤을 추며 짐승들을 즐겁게 해준 원숭이가 왕으로 추대되었다. 왕의 자질은 없는 원숭이가 단지 춤으로 왕이 된 것에 불만을 품은 여우가 있었다.
그러던 어느날 여우는 사냥꾼이 설치한 덫에 고기가 얹혀있는 것을 발견하고 꾀를 낸다. 여우는 원숭이왕을 찾아가 아주 맛있는 고기를 발견했다며 왕에 대한 존경의 선물로 주고 싶다며 원숭이 왕을 유혹한다. 여기에 속은 원숭이왕을 여우는 덫으로 유인했다. 그리고 고기를 본 원숭이왕은 덫이 있음을 발견하지 못하고 고기에 달려들다 그만 덫에 갇히고 말았다.
어찌할 바를 몰라 쩔절매는 원송이를 비웃으며 여우는 이렇게 말했다.
“이런 한심한! 고작 이정도 머리를 가진 녀석이 짐승의 왕이 되겠다고? 어리석은 녀석 같으니라고.”